# لولوبة إيتونية
لولوبة إيتونية (الاسم العلمي:Spiranthes eatonii) هي نوع من النباتات يتبع جنس اللولوبة من الفصيلة السحلبية.